# Rijksbeschermd gezicht 's-Gravenhage - Sint Jacobskerk
Gezicht 's-Gravenhage - Sint Jacobskerk is een van rijkswege beschermd stadsgezicht in het gebied rond de Grote of Sint-Jacobskerk in Den Haag in de Nederlandse provincie Zuid-Holland. De procedure voor aanwijzing werd gestart op 30 september 1965. Het gebied werd op 5 juli 1971 definitief aangewezen. Het beschermd gezicht beslaat een oppervlakte van 20 hectare.
Panden die binnen een beschermd gezicht vallen krijgen niet automatisch de status van beschermd monument. Wel zal de gemeente het bestemmingsplan aanpassen om nieuwe ontwikkelingen in het gebied te reguleren. De gezichtsbescherming richt zich op de stedenbouwkundige en cultuurhistorische waardering van een gebied en wil het toekomstig functioneren daarvan veiligstellen.